# Щипа
Щипа — деревня в Бардымском районе Пермского края на реке Тунтор. Входит в состав Шермейской сельской территории.
По результатам переписи 2010 года численность населения составила 26 человек, в том числе 12 мужчин и 14 женщин.
В 2005 году численность населения составляла 36 человек.
Находится примерно в 20 км к северо-востоку от центра села Барда.